# Human Planet
Human Planet ist eine achtteilige britisch-französische Dokumentationsserie. Sie entstand in Zusammenarbeit von Discovery Channel und France Télévisions. Human Planet beschreibt das Verhältnis von Mensch und Natur und zeigt die Auswirkungen der menschlichen Entwicklung auf seine Umwelt.
Auf Servus TV lief die Serie unter dem eingedeutschten Titel Planet der Menschen, BBC Germany verwendet jedoch den englischen Originaltitel.
Die ZDF-Reihe Terra X strahlte im August/September 2012 in drei Episoden Höhepunkte unter den Titeln Leben am Wasser, Leben im Dschungel sowie Leben in der Wüste aus, welche zuvor bereits auf ZDFneo liefen.

## Episoden

### 1. „Ozeane – Aufbruch ins Blaue“
Die Weltmeere bedecken 70 Prozent der Erdoberfläche. Die Mehrzahl der Lebewesen existiert unter Wasser, aber für uns steckt das Meer voller Gefahren. Spanische Entenmuschel-Sammler riskieren tagtäglich ihr Leben in der Brandungszone. Auf der indonesischen Insel Lembata nehmen es die Menschen mit dem größten Raubtier aller Zeiten auf – dem Pottwal. Und die Bewohner von Laguna in Brasilien unterhalten mit Delphinen eine Fischfang-Gemeinschaft.

### 2. „Wüsten – Die große Glut“
Wüsten bedecken ein Drittel des Festlands auf der Erde. Wer in diesen Weiten gnadenloser Trockenheit überleben will, muss unglaubliche Kreativität entwickeln.

### 3. „Arktis – Leben unter Null“
Trotz Klimawandels haben viele Menschen in der Polregion ähnliche Herausforderungen zu meistern wie seit Jahrtausenden. In Grönland fangen sie mit bloßen Händen Haie und ziehen die tonnenschweren Tiere durch kleine Eislöcher. In Norwegen bringen Hirten Tausende Rentiere dazu, sich in einen eiskalten Fjord zu stürzen. Und im Nordosten von Kanada nutzen Muschelsammler die Ebbe der Tagundnachtgleiche um unter der Eisdecke Meeresfrüchte zu sammeln.

### 4. „Dschungel – Die grüne Wildnis“
Die Dschungel der Erde sind Landschaften mit der größten Lebensfülle, aber auch mit dem größten Konkurrenzdruck. Menschen versuchen seit jeher die Beschränkungen des dunklen Waldbodens zu überwinden – mit Ritualen oder bewusstseinsverändernden Substanzen, mit chemischen Fernwaffen und schwindelerregenden Bauwerken: Die Korowai im Dschungel von Neuguinea errichten riesige Baumhäuser in 35 Meter Höhe, nur mit Muskelkraft und Steinzeit-Technologie.

### 5. „Berge – Leben in dünner Luft“
Berge gehören zu den unbarmherzigsten Lebensräumen der Erde: Sauerstoffmangel, extreme Wetterschwankungen, hohe UV-Belastung. Unter diesen widrigen Bedingungen zu leben, erfordert außergewöhnliche Arbeitsmethoden. Im mongolischen Altai-Gebirge jagen die Menschen gemeinsam mit Adlern. In den Bergwäldern Neuguineas werden riesige Fallen für Flughunde gebaut. Und in Indonesien dringen Bergleute in einen offenen Vulkan vor, um Schwefel abzubauen.

### 6. „Grasland – Die Wurzeln unseres Erfolges“
In weiten Graslandschaften konnte der Mensch seine Fähigkeiten voll entfalten: Tiere züchten, mit Nutzpflanzen experimentieren und große Gemeinschaften bilden. In vielen Grasländern der Erde leben bis heute Menschen unter den Bedingungen unserer Vorfahren: In Kenia stehlen Männer – ohne jeglichen Einsatz von Waffen – einem Löwenrudel seine Beute. Und in Kambodscha zeigen sich schon Kinder als unerschrockene Schlangenjäger.

### 7. „Flüsse – Quellen des Lebens“
Bis heute leben überall auf der Welt Menschen in enger Verbindung mit den Kräften der Natur. Welche unglaubliche Kreativität wir dabei entwickelt haben, zeigt diese neue, bahnbrechende Doku-Serie. Ob Eiswüsten, tropische Inseln oder unzugängliche Täler – jeder Lebensraum hat eine spezielle Ausprägung der menschlichen Zivilisation geformt, eine vitaler und faszinierender als die andere.

### 8. „Städte – Dschungel aus eigener Hand“
Großstädte sind selbst in ihrer am höchsten technisierten Form immer auch Naturräume – wenn auch oft in unerwarteter Form. In Dubai machen Falkner Jagd auf Tauben. In Colorado wird der Verkehr rund um die Wapitis geleitet. Und im indischen Jaipur treiben diebische Rhesusäffchen Markthändler zur Verzweiflung. Ganz anders das Verhältnis zur Natur bei den Bishnoi-Frauen: Sie ziehen verwaiste Jungtiere mit ihrer eigenen Muttermilch auf.